# Rhagade

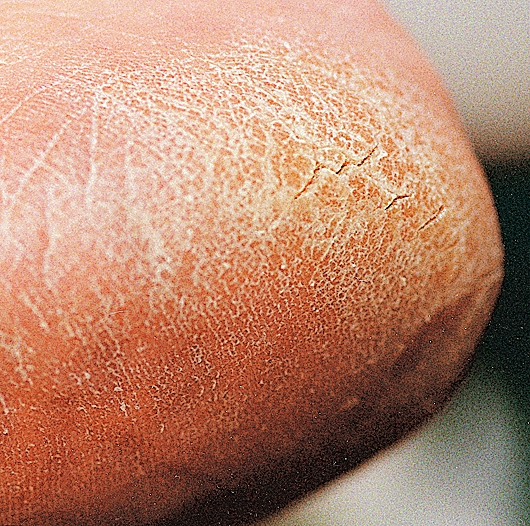
Rechts im Bild eine Rhagade an einer Ferse mit Hyperkeratose.

Eine Rhagade (von altgriechisch ῥαγάς rhagás, ‚Einreißung‘, ‚Einriss‘, auch Schrunde) ist ein glatter, tiefer Hauteinriss, der bis in die Lederhaut (Dermis) reicht. Sie ist eine krankhafte Hautveränderung (Effloreszenz).

## Ursachen
Gründe für das Entstehen einer Rhagade können sein:
- Verletzung[1]
- Austrocknung[3]
- Kälte[3]
- Hautkrankheit (z. B. Neurodermitis)[3]
- herabgesetzte Elastizität der Haut[3]
- Hypervitaminose A
- Hyperkeratose (Verhornung der Haut)

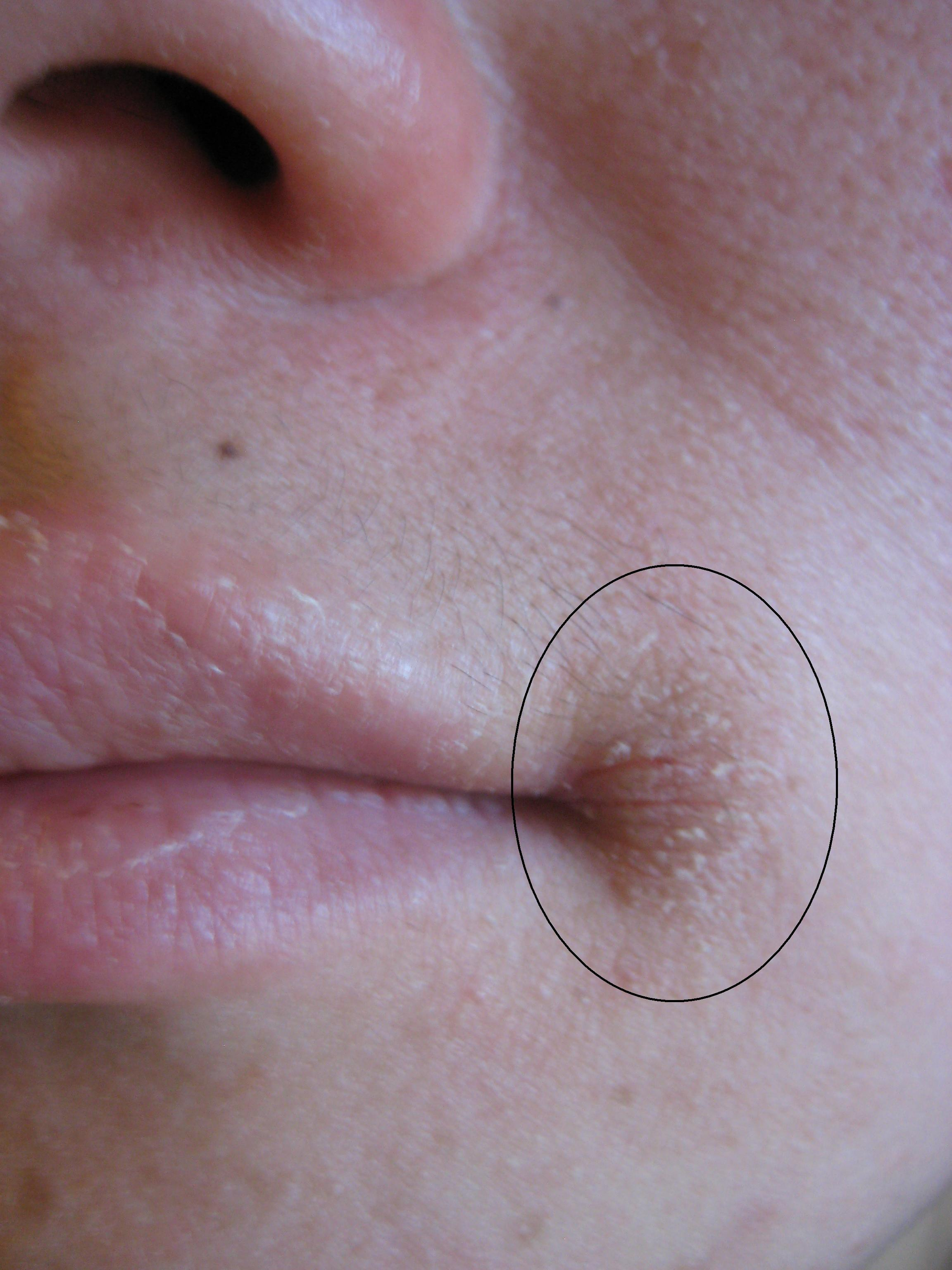
Mundwinkelrhagade

## Formen
Ort ihres Auftretens sind oftmals die Lippen, die Mundwinkel (siehe Mundwinkelentzündung) oder die Fußsohlen. Zwischen einzelnen Zehen, am Übergang des Außenohrs (Helix [oben], Ohrläppchen [unten]) zum Kopf, in einer Gelenkbeuge oder in der Analregion kann eine Rhagade entstehen.